# Frontinellina
Frontinellina là một chi nhện trong họ Linyphiidae.